# Per Wimmer
Per Wimmer je danski poduzentih i zagovornik semirskih istraživanja.
Per Wimmer je rezervirao mjesta na dvjema privatnim suborbitalnim letovima 2008. godine i trebao bi postati prvi Danac u svemiru.
U privatnom životu, Per Wimmer se bavi burzovnim mešetarenjem.
Od 24. do 26. kolovoza je sudjelovao u Forumu "Ljudski boravak u svemiru" u okviru Dalmatinskog svemirskog ljeta.

## Vanjske poveznice
http://www.wimmerspace.com/